# 竹下堅次朗
竹下堅次朗（1974年12月24日—）是日本男性漫畫家，熊本縣出身，已婚。
喜歡女性雙胞胎角色，《COCOON魔繭少女》的雙胞胎姊妹拉拉·潘東特與露露·潘東特即是因此誕生的角色；也喜歡「雖然對第一女主角有強烈的對抗心，但是永遠贏不了」的第二女主角，《波神》第二女主角天神旋即是因此誕生的角色。

## 作品
- 《感應少年阿驅（日语：カケル (漫画)）》：單行本全13冊，小學館發行初版，FOX出版發行新裝版，大然文化代理台灣中文版
- 《天才釣手（日语：釣り屋ナガレ）》[3]：單行本全11冊，秋田書店發行，東立出版社代理台灣中文版
- 《鬥牌（日语：かるた (漫画)）》[4]：單行本全2冊，秋田書店發行，東立出版社代理台灣中文版
- 《Happy World! 守護天使（日语：Happy World!）》：單行本全11冊，集英社發行，尖端出版代理台灣中文版，天下出版代理香港中文版
- 《COCOON魔繭少女（日语：COCOON (漫画)）》（COCOON）：單行本全3冊，Mag Garden發行，東立出版社代理台灣及香港中文版
- 《波神（日语：あまガミ）》：單行本2冊待續，竹書房發行，尚禾文化代理台灣中文版

## 外部連結
- （日語）[永久]（公式網站）